# Wapen van Zurich (Nederland)

Wapen van Zurich

Het wapen van Zurich is het dorpswapen van het Nederlandse dorp Zurich, in de Friese gemeente Súdwest-Fryslân. Het wapen werd in 1969 geregistreerd.

## Beschrijving
De blazoenering van het wapen in het Fries luidt als volgt:
Yn read in gouden skeanbalke, biladen mei trije reade Sunt-Japiksskulpen yn 'e rjochting fan 'e balke.
De Nederlandse vertaling luidt als volgt: 
In rood een gouden schuinbalk, beladen met drie rode Sint-Jakobsschelpen in de richting van de balk.
De heraldische kleuren zijn: keel (rood) en goud (goud).

## Symboliek
- Sint-jakobsschelpen: staan voor de ligging van het dorp aan de Waddenzee.[2]

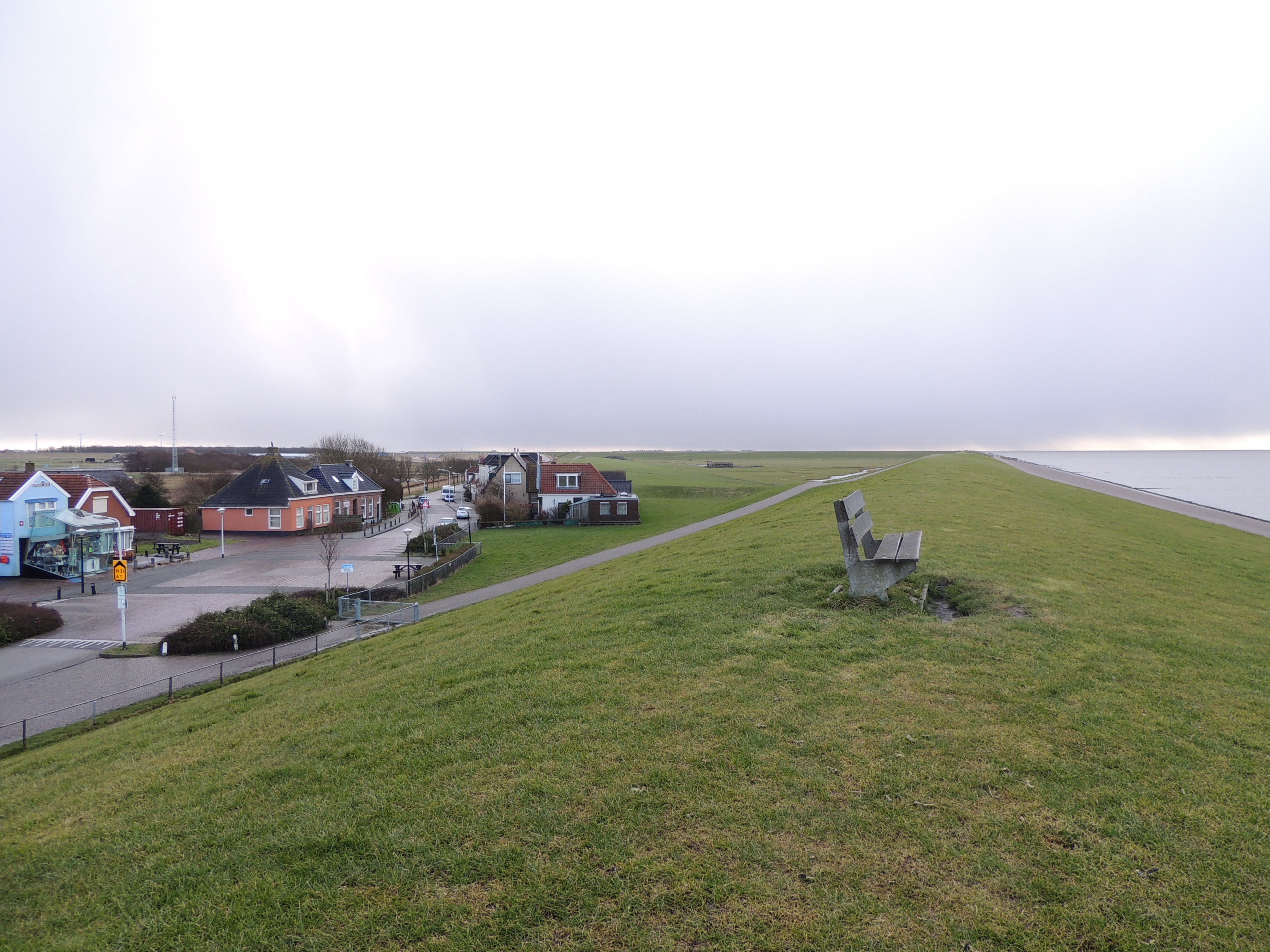
Zurich aan de Waddenzee.

## Zie ook

Vlag van Zurich